# Игры Содружества 2022
Игры Содружества 2022 года (официально — XXII Игры Содружества, также часто упоминаются как Бирмингем 2022) — спортивное мероприятие для государств-членов Содружество наций, которое проводилось в Бирмингеме. Игры Содружества 2022 года стали третьими, которые приняла Англия, и седьмыми, проведёнными в Великобритании.
Игры проходили с 28 июля по 8 августа 2022 года. Бирмингем был объявлен принимающим городом на пресс-конференции в Бирмингеме 21 декабря 2017 года. Эта пресс-конференция проходила на Arena Academy.
Участниками игр стали 4822 спортсменов, включая 311 паратлетов из 72 стран Содружества. Состязания в 19 видах спорта проводились на 15 аренах Бирмингема, региона Западный Мидленд и Лондона.
Наибольшее количество медалей завоевали представители Австралии (179 медалей, из них 67 золотых). Хозяева соревнований англичане заняли в медальном зачёте второе место, получив 176 медалей, из них 58 золотых. Канада стала третьей, получив всего 92 медали и 26 золотых. У Индии в итоге было 22 золотых медали и всего 61. На пятом месте в итоговом зачёте была Новая Зеландия, завоевавшая 20 золотых медалей и 49 всего. Первую в своей истории медаль Игр Содружества завоевала Ниуэ.

## Выбор принимающего города

### Первые кандидаты
Сначала желание принять Игры Содружества изъявили Дурбан (Южная Африка) и Эдмонтон (Канада, провинция Альберта). Эдмонтон отозвал свою заявку в феврале 2015 года, таким образом, заявка Дурбана стала единственной заявкой. Так как Дурбан был единственным городом, желающим провести соревнования, он был выбран. Также было известно, что ранее Дурбан подавал заявки на проведение летних Олимпийских игр 2020 или 2024 года.

### Отмена Игр в Дурбане
В феврале 2017 года СМИ сообщали, что Дурбан, возможно, не примет игры из-за финансовых проблем. Эти сообщения были официально подтверждены через месяц: 13 марта 2017 года Федерация Игр Содружества лишила Дурбан права проведения.
Это мог бы быть первый раз, когда игры проводились в Африке, однако соревнования не состоялись и были перенесены. Согласно графику, игры в Дурбане должны были открыться 18 июля 2022 года, в день рождения покойного президента Южной Африки Нельсона Манделы.

### Выбор нового принимающего города
Процесс подачи заявок был запущен снова, Ливерпуль и Бирмингем выразили свою заинтересованность в проведении игр. 14 марта 2017 года Манчестер, который ранее принимал Игры Содружества 2002 года, также захотел принять игры. В сентябре 2017 года Бирмингем выиграл у Ливерпуля право проведения игр.
Тем не менее, было объявлено, что заявка Бирмингема не полностью соответствует требованиям, и процесс подачи заявок был продлен до 30 ноября 2017 года. У федерации было 170 вопросов, касающихся заявки Бирмингема.

### Бирмингем становится городом проведения
21 декабря 2017 года Бирмингем получил право провести Игры Содружества. Луиза Мартин, президент Федерации Игр Содружества, сделала официальное заявление об этом на пресс-конференции в Бирмингеме.
| Бирмингем | Англия | Выбран единодушно |

## Стадионы
В Бирмингеме находится множество спортивных площадок, арен и конференц-залов, которые идеально подходят для проведения соревнований во время Игр. 95 % стадионов уже готовы к Играм. Стадион «Александр», на котором планируется провести церемонии открытия и закрытия Игр и соревнования по легкой атлетике, планируется улучшить так, чтобы вместимость увеличилась до 50 000 мест. Также хотят построить 400-метровую беговую дорожку (для разминочного бега).
Если эти улучшения будут выполнены, то здесь сможет разместиться UK Athletics, также тут будут проходить важные национальные и международные соревнования.

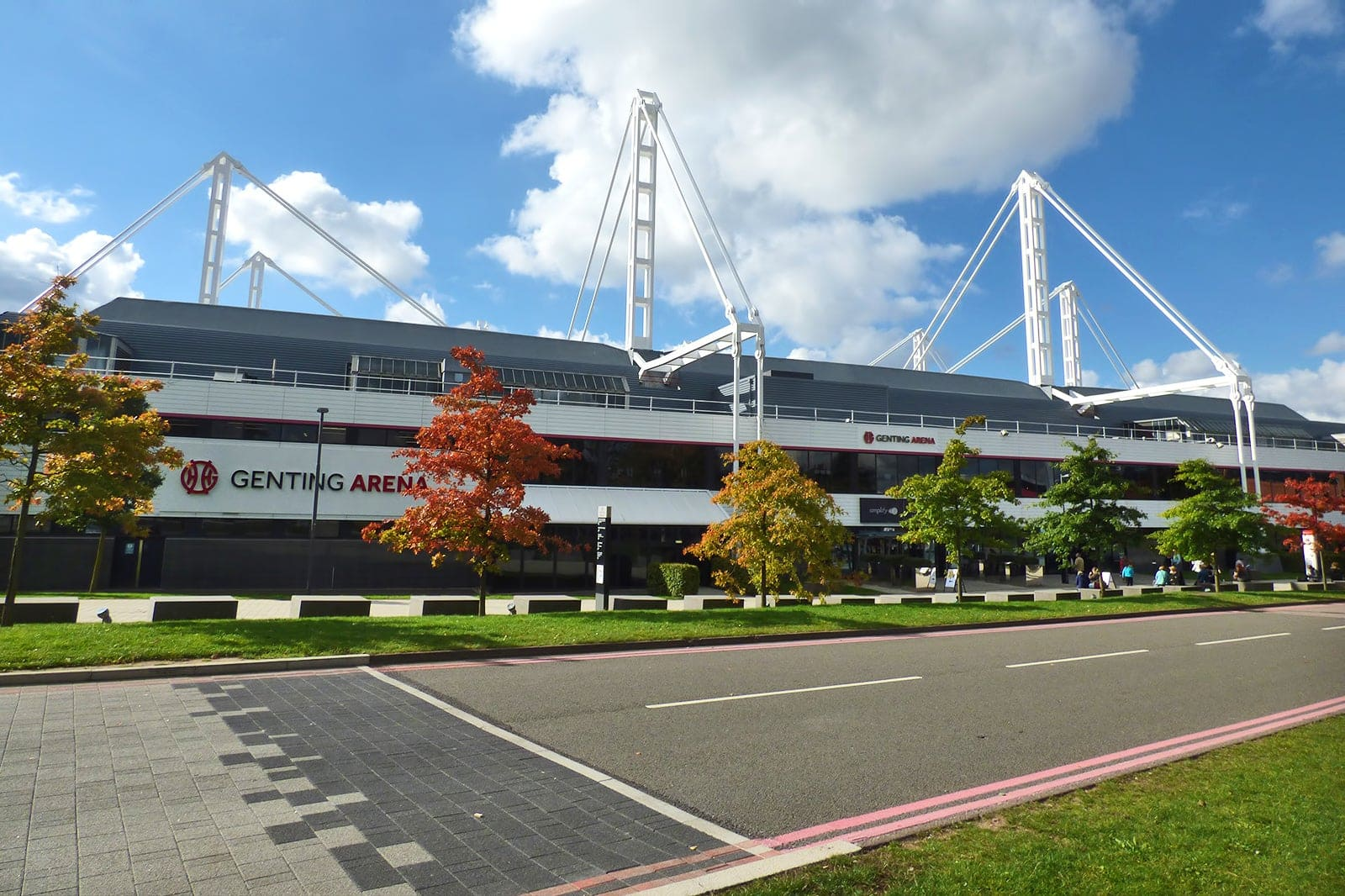
Стадион Resorts World Arena

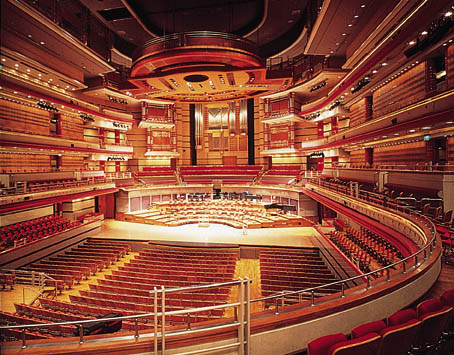
Симфонический зал (Symphony Hall)

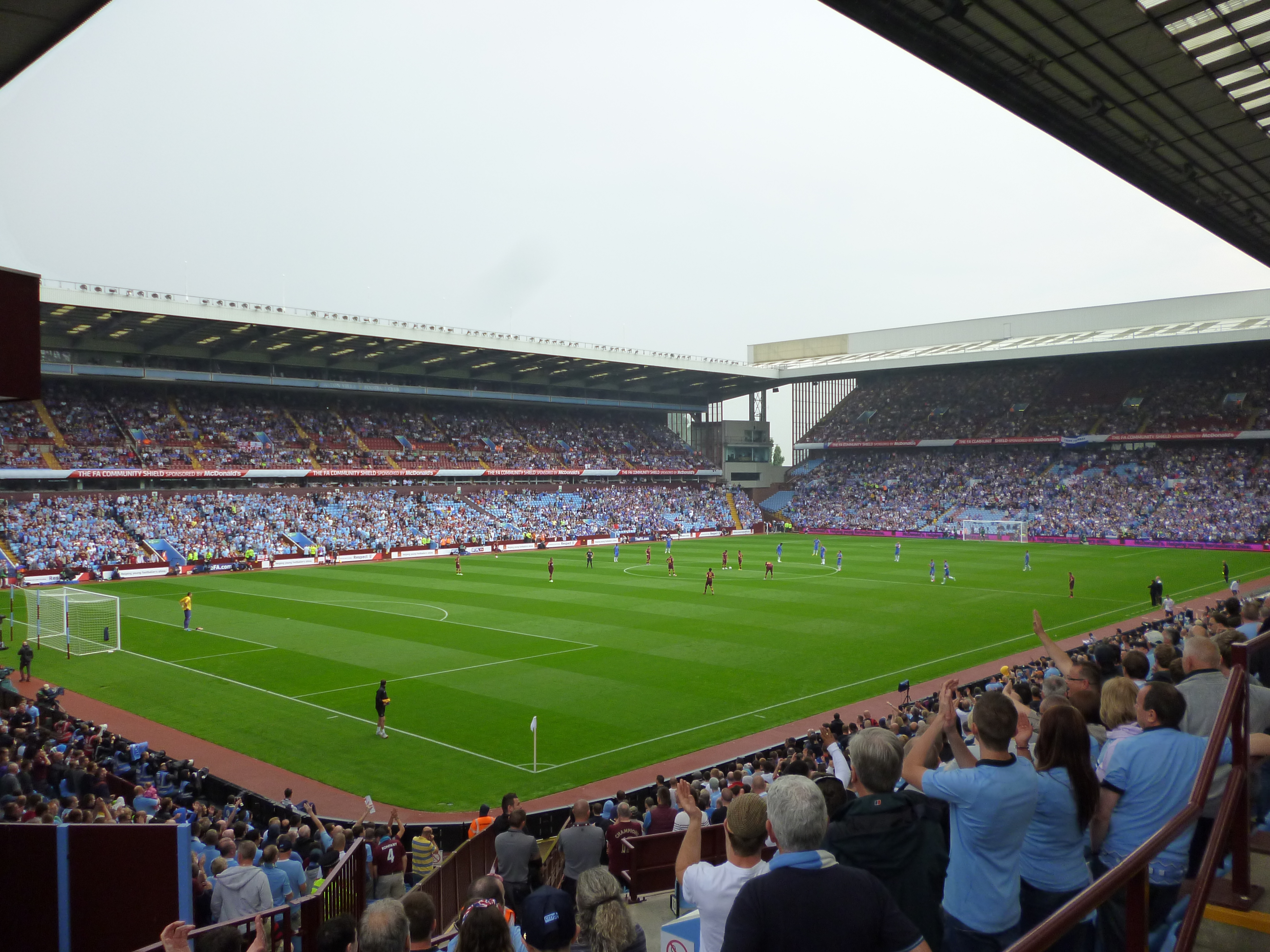
Вилла Парк

### Стадионы в Бирмингеме и районе Уэст-Мидлендс
| Стадион                            | Вид спорта                                    | Вместимость стадиона | Статус                      |
| ---------------------------------- | --------------------------------------------- | -------------------- | --------------------------- |
| Стадион Alexander                  | Церемонии открытия и закрытия Легкая атлетика | 40000                | Обновлен                    |
| Национальный выставочный центр     | Бокс Дзюдо Настольный теннис Вольная борьба   | 5000                 | Готов принять соревнования  |
| Арена Resorts World                | Бадминтон                                     | 15000                | Готова принять соревнования |
| Арена Birmingham                   | Художественная и спортивная гимнастика        | 15000                | Готова принять соревнования |
| Симфонический зал (Symphony Hall)  | Тяжелая атлетика                              | 2200                 | Готов принять соревнования  |
| Бирмингемский университет          | Сквош Хоккей                                  | 5000                 | Готов принять соревнования  |
| Центр водных видов спорта Sandwell | Плавание Дайвинг                              | 5000                 | Новый стадион               |
| Стадион Вилла Парк                 | Регби-7                                       | 42000                | Готов принять соревнования  |
| Площадь Виктории                   | Баскетбол 3х3                                 | 3000                 | Готова принять соревнования |
| Крытая арена Ericsson, Coventry    | Нетбол                                        | 7000                 | Готова принять соревнования |
| Victoria Park, Leamington Spa      | Игра в боулз                                  | 2000                 | Готов принять соревнования  |
| Поле для крикета Edgbaston         | Крикет                                        | 25000                | Готово принять соревнования |

### Места за пределами Уэст-Мидлендс
| Место проведения            | Вид спорта           | Вместимость стадиона | Статус                     |
| --------------------------- | -------------------- | -------------------- | -------------------------- |
| Велопарк Lee Valley, Лондон | Велоспорт (трековый) | 6000                 | Готов принять соревнования |

## Участники
Все 72 участника Ассоциации игр Содружества прислали свои делегации на Игры 2022 года

## Виды спорта
22 декабря 2017 года в BBC появилось сообщение о том, что организаторы игр в настоящее время ведут переговоры с Международным советом крикета о включении в программу женского крикета. Также сообщалось, что стрельба, скорее всего, будет исключена из игр, так как рядом с Бирмингемом нет зданий, где можно было бы проводить соревнования. Стрельба была включена во все предыдующие Игры Содружества до 1970 года. Удаление стрельбы из программы соревнований было подтверждено генеральным директором Федерации Игр Содружества Дэвидом Гревембергом в январе 2018 года. В ноябре 2018 года ICC подтвердил, что он действительно подал заявку на включение женского крикета в программу Игр.
Виды спорта
- Водные:
  - Дайвинг (10 комплектов медалей)
  - Плавание (50)
- Лёгкая атлетика (58, см. подробнее)
- Бадминтон (6)
- Баскетбол (2)
- Бокс (16)
- Велоспорт (2 — горный велоспорт, 4 — шоссейный, 20 — трековый)
- Гимнастика (14 — спортивная, 6 — художественная)
- Дзюдо
- Хоккей (2)
- Боулз (10)
- Нетбол (1)
- Регби-7 (2)
- Сквош (5)
- Настольный теннис (9)
- Триатлон (5)
- Тяжелая атлетика (16)
- Пауэрлифтинг (4)
- Борьба (12)